# Ansoáin
Ansoáin (baskijski: Antsoain) – gmina w Hiszpanii, w Nawarze, o powierzchni 1,93 km². W 2011 roku gmina liczyła 10 938 mieszkańców.